# Flath Innis
En la mitología galesa, Flath Innis es el nombre dado al paraíso. Con este nombre, que significa Isla de los valientes y de los hombres de bien, designaban los druidas un lugar encantado, situado en una región superior, donde reinan la primavera eterna y una juventud inmortal. La escritura Flath Innis está particularmente asociada al ciclo de poemas de James Macpherson "Ossian", que este afirma haber traducido de fuentes antiguas en gaélico escocés. El término más común en la tradición galesa para el cielo es Neamh. Es de esta raíz que obtiene su nombre el monte Ben Nevis. Otro término con raíces comunes a las anteriores es Flaith-Eamnas que representa el paraíso terrenal en varios poemas incluyendo la Disertación de los Druidas por John Toland.